# Staroïe Krioukovo
Staroïe Krioukovo (russe : Район Старое Крюково, « Vieux Krioukovo ») est un district municipal de Moscou dépendant du district administratif de Zelenograd. 
Constitué le 12 septembre 1991, il fusionna pendant un temps (entre le 4 décembre 2002 et le 1er janvier 2010) avec le district de Silono.

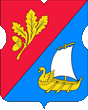
Armes du district
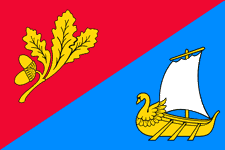
Drapeau du district